# Yendrick Ruiz
Yendrick Alberto Ruiz González (San José, 12 aprile 1987) è un calciatore costaricano, attaccante dell'Herediano.

## Palmarès

### Club

#### Competizioni nazionali
- CONCACAF League: 1

Herediano: 2018